# ФК «Ювентус» у сезоні 1932—1933
ФК «Ювентус» у сезоні 1932—1933 — сезон італійського футбольного клубу «Ювентус».

## Склад команди
| № | Поз. | Нац.   | Гравець             |
| - | ---- | ------ | ------------------- |
|   | ВР   | Італія | Джанп'єро Комбі     |
|   | ВР   | Італія | Альфредо Бодойра    |
|   | ЗХ   | Італія | Умберто Калігаріс   |
|   | ЗХ   | Італія | Вірджиніо Розетта   |
|   | ЗХ   | Італія | Дуїліо Сантагостіно |
|   | ЗХ   | Італія | Маріо Ферреро       |
|   | ПЗ   | Італія | Луїджі Бертоліні    |
|   | ПЗ   | Італія | Маріо Варльєн       |
|   | ПЗ   | Італія | Маріо Джента        |
|   | ПЗ   | Італія | Луїс Монті          |

| № | Поз. | Нац.   | Гравець           |
| - | ---- | ------ | ----------------- |
|   | НП   | Італія | Феліче Борель     |
|   | НП   | Італія | Джованні Варльєн  |
|   | НП   | Італія | Джованні Веккіна  |
|   | НП   | Італія | Франческо Імберті |
|   | НП   | Італія | Федеріко Мунераті |
|   | НП   | Італія | Раймундо Орсі     |
|   | НП   | Італія | Педро Сернаджотто |
|   | НП   | Італія | Джованні Феррарі  |
|   | НП   | Італія | Ренато Чезаріні   |

## Чемпіонат Італії

### Підсумкова турнірна таблиця
|                                          |     | Турнірна таблиця 1932-1933 | О  | І  | В  | Н  | П  | М+ | М- |
| ---------------------------------------- | --- | -------------------------- | -- | -- | -- | -- | -- | -- | -- |
| Чемпіон Італії · Вийшов до Кубка Мітропи | 1.  | «Ювентус»                  | 54 | 34 | 25 | 4  | 5  | 83 | 23 |
| Вийшов до Кубка Мітропи                  | 2.  | «Амброзіана-Інтер»         | 46 | 34 | 19 | 8  | 7  | 80 | 53 |
|                                          | 3.  | «Болонья»                  | 42 | 34 | 15 | 12 | 7  | 69 | 33 |
|                                          | 4.  | «Наполі»                   | 42 | 34 | 18 | 6  | 10 | 64 | 38 |
|                                          | 5.  | «Рома»                     | 39 | 34 | 14 | 11 | 9  | 58 | 35 |
|                                          | 6.  | «Фіорентина»               | 39 | 34 | 16 | 7  | 11 | 48 | 38 |
|                                          | 7.  | «Торіно»                   | 36 | 34 | 14 | 8  | 12 | 65 | 54 |
|                                          | 8.  | «Дженова 1893»             | 34 | 34 | 13 | 8  | 13 | 58 | 60 |
|                                          | 9.  | «Трієстина»                | 34 | 34 | 14 | 6  | 14 | 41 | 56 |
|                                          | 10. | «Лаціо»                    | 33 | 34 | 12 | 9  | 13 | 42 | 44 |
|                                          | 11. | «Мілан»                    | 32 | 34 | 11 | 10 | 13 | 57 | 62 |
|                                          | 12. | «Про Верчеллі»             | 29 | 34 | 13 | 3  | 18 | 42 | 58 |
|                                          | 13. | «Палермо»                  | 29 | 34 | 11 | 7  | 16 | 28 | 58 |
|                                          | 14. | «Падова»                   | 28 | 34 | 8  | 12 | 14 | 43 | 55 |
|                                          | 15. | «Алессандрія»              | 28 | 34 | 10 | 8  | 16 | 42 | 60 |
|                                          | 16. | «Казале»                   | 24 | 34 | 9  | 6  | 19 | 35 | 75 |
| Вибув до Серії B                         | 17. | «Барі»                     | 22 | 34 | 8  | 6  | 20 | 40 | 68 |
| Вибув до Серії B                         | 18. | «Про Патрія»               | 21 | 34 | 8  | 5  | 21 | 46 | 71 |

### Чемпіони
Склад переможців турніру:
| Воротар: Джанп'єро Комбі (34 матчі). Захисники: Умберто Калігаріс (32), Вірджиніо Розетта (31, 1 гол), Маріо Ферреро (5), Маріо Джента (1), Дуїліо Сантагостіно (1). Півзахисники: Луїджі Бертоліні (31), Луїс Монті (33, 6), Маріо Варльєн (33, 3), Джованні Варльєн (17, 3). Нападники: Феліче Борель (28, 29), Джованні Феррарі (33, 11), Раймундо Орсі (32, 10), П'єтро Сернаджотто (24, 7), Ренато Чезаріні (15, 8), Федеріко Мунераті (13, 3), Джованні Веккіна (9, 2), Франческо Імберті (2). Тренер: Карло Каркано. |

## Кубок Мітропи
| 1/4 перший матч 25.06.1932 | Ювентус                                   | 4:0        | Ференцварош | Турин                                                                            |  |
| | 14' Орсі 44' 56' Чезаріні 59' Сернаджотто | (протокол) |             | Стадіон: Корсо Марсілья Глядачі: 12 000 Суддя: Франтішек Цейнар (Чехословаччина) |  |
| Ювентус: Комбі (к) — Розетта, Калігаріс — М.Варльєн, Монті, Бертоліні — Сернаджотто, Чезаріні, Веккіна, Феррарі, Орсі, тренер: Карло Каркано Ференцварош: Хада — Г.Такач, Кораньї — Ліка, Шароші (к), Лазар — Танкош, Й.Такач, Турай, Тольді, Кохут, тренер: Блум |                                           |            |             |                                                                                  |  |

| 1/4 другий матч 3.07.1932 | Ференцварош                             | 3:3 (3:7 заг.) | Ювентус                   | Будапешт                                                      |  |
| | 15' (пен.) 18' (пен.) 80' (пен.) Шароші | (протокол)     | 25' Орсі 30' 65' Чезаріні | Стадіон: Іллеї Ут Глядачі: 9 000 Суддя: Ойген Браун (Австрія) |  |
| Ференцварош: Хада — Г.Такач, Кораньї — Ліка, Шароші (к), Лазар — Танкош, Й.Такач, Турай, Тольді, Кохут, тренер: Блум Ювентус: Комбі (к) — Розетта, Калігаріс — М.Варльєн, Монті, Бертоліні — Сернаджотто, Чезаріні, Веккіна, Феррарі, Орсі, тренер: Каркано |                                         |                |                           |                                                               |  |

| 1/2 перший матч 6.07.1932 | Славія (Прага)                                 | 4:0        | Ювентус | Прага                                                       |  |
| | 25' 37' Копецький 29' Свобода 81' (пен.) Фіала | (протокол) |         | Стадіон: Летна Глядачі: 30 000 Суддя: Ойген Браун (Австрія) |  |
| Славія: Планічка — Женишек(к), Фіала — Водічка, Чамбал, Черницький — Юнек, Свобода, Соботка, Копецький, Пуч, тренер: Слоуп Ювентус: Комбі (к) — Розетта, Калігаріс — М.Варльєн, Монті, Бертоліні — Сернаджотто, Чезаріні, Веккіна, Феррарі, Орсі, тренер: Каркано |                                                |            |         |                                                             |  |

| 1/2 другий матч 10.07.1932 | Ювентус                      | 2:0        | Славія (Прага) | Турин                                                                |  |
| | 15' Чезаріні 41' (пен.) Орсі | (протокол) |                | Стадіон: Корсо Марсілья Глядачі: 18 000 Суддя: Адольф Майц (Австрія) |  |
| Ювентус: Комбі (к) — Розетта, Калігаріс — М.Варльєн, Монті, Бертоліні — Сернаджотто, Чезаріні, Веккіна, Феррарі, Орсі, тренер: Каркано Славія: Планічка — Женишек (к), Фіала — Водічка, Чамбал, Черницький — Юнек, Свобода, Соботка, Копецький, Пуч, тренер: Слоуп Матч зупинено на 46-й хвилині |                              |            |                |                                                                      |  |

## Товариські матчі
| ТМ 4.09.1932 | Про Верчеллі | 1:1        | Ювентус      | Верчеллі                  |  |
| | 41' Дегара   | (протокол) | 20' Мунераті | Стадіон: Леоніда Роббіано |  |
| Ювентус: Комбі, Розетта, Калігаріс, Ферреро, М.Варльєн (Д.Варльєн, 46), Монті, Бертоліні, Сернаджотто, Ф.Борель, Мунераті, Феррарі, Орсі |              |            |              |                           |  |

| Кубок Бараттії 11.09.1932 | Ювентус                                   | 3:2        | Торіно                 | Турин                   |  |
| | 30' Д.Варльєн 82' Феррарі 67' Сернаджотто | (протокол) | 67' Бузоні 84' Бертіні | Стадіон: Корсо Марсілья |  |
| Ювентус: Комбі, Розетта, Калігаріс, Д.Варльєн (М,Варльєн, 46), Л.Монті, Бертоліні, Мунераті, Ф.Борель (Сернаджотто, 46), Веккіна, Феррарі, Орсі Торіно: Босія (Майна, 43), Ф.Монті, Ч.Мартін, Янні, Джудічеллі, Д.Мартін, Кастеллані, Бертіні, Лібонаті (Бузоні, 46), Россетті, Прато. |                                           |            |                        |                         |  |

| ТМ 28.10.1932 | Спеція             | 2:4        | Ювентус                                  | Ла-Спеція             |  |
| | 33' Міан 59' Пуппо | (протокол) | 52' Імберті 64' Мунераті 70' 73' Борельі | Суддя: Альберто Пікко |  |
| Ювентус: Бодойра, Калігаріс, Розетта, М.Варльєн, Монті, Бертоліні, Мунераті, Чезаріні, Ф.Борель, Імберті, Сернаджотто |                    |            |                                          |                       |  |

| ТМ 1.11.1932 | Ювентус                                                    | 7:0        | Канн (Франція) | Турин                   |  |
| | 14' М.Варльєн 16' 64' Чезаріні 35' 43' Борель 44' 47' Орсі | (протокол) |                | Стадіон: Корсо Марсілья |  |
| Ювентус: Комбі, Калігаріс, Розетта, М.Варльєн, Монті (Джента, 30), Бертоліні, Мунераті (Сернаджотто, 46), Чезаріні, Ф.Борель, Феррарі, Орсі Канн: Руа, Турніаре, Я.Надь, Бераудо, Кевеш, Слер, Дютейл, Ейткен, Бардо, Крут, Феччіно |                                                            |            |                |                         |  |

| ТМ 26.12.1932 | Ювентус                                                  | 9:1        | Олімпік Антіб (Франція) | Турин                 |  |
| | 22' Орсі 23' 27' 29' 43' 47' 60' Борель 75' 89' Мунераті | (протокол) | 15' Шуберт              | Стадіон: Дель Літоріо |  |
| Ювентус: Комбі, Сантагостіно, Калігаріс, Джента, Монті, Бертоліні, Сернаджотто, Мунераті, Ф.Борель, Веккіна, Орсі |                                                          |            |                         |                       |  |

| ТМ 6.02.1933 | Катанія                    | 2:2        | Ювентус                | Катанія |  |
| | 58' Ваваццано 89' Ніколосі | (протокол) | 20' Імберті 66' Борель |         |  |
| Ювентус: Комбі, Розетта, Калігаріс, М.Варльєн, Монті, Бертоліні, Сернаджотто, Ф.Борель, Імберті, Феррарі, Мунератті |                            |            |                        |         |  |